# Israel en los Juegos Olímpicos de Pekín 2008
Israel estuvo representado en los Juegos Olímpicos de Pekín 2008 por un total de 43 deportistas, 23 hombres y 20 mujeres, que compitieron en 12 deportes.
El portador de la bandera en la ceremonia de apertura fue el piragüista Mijail Kolganov.

## Medallistas
El equipo olímpico israelí obtuvo las siguientes medallas:
| Nombre        | Deporte | Competición |
| ------------- | ------- | ----------- |
| Oro           |         |             |
| —             |         |             |
| Plata         |         |             |
| —             |         |             |
| Bronce        |         |             |
| Shahar Zubari | Vela    | RS:X M      |